# Apechthis obscurata
Apechthis obscurata là một loài tò vò trong họ Ichneumonidae.